# Офицер запаса (фильм)
«Офицер запаса» (рум. Ofiţer în rezervă) — советский фильм 1971 года, снятый на студии «Молдова-фильм» режиссёром Юрием Борецким.

## Сюжет
Фильм о тружениках молдавского села и о заботах главного героя — офицера запаса, фронтовика, а ныне секретаря райкома партии Кирилла Бужора, разбирающегося с вопросами, событиями, и личными передрягами.

## В ролях
- Борис Зайденберг — Бужор, первый секретарь райкома партии
- Ирина Акулова — Виорика
- Светлана Коркошко — Марика
- Григоре Григориу — Штефан Барбу, зоотехник
- Владимир Козел — Цуркан
- Антонина Максимова — Иоанна Павловна Евдокимова
- Пётр Любешкин — Матвеич
- Ион Шкуря — Лозован
- Александр Стародуб — Спатару
- Олег Лачин — возлюбленный Виорики
- Мария Сагайдак — Анка
- Ион Унгуряну — Илья Николаевич Мариян
- Лев Золотухин — Ротару
- Всеволод Гаврилов — Пашка

В эпизодах: Виктор Соцки-Войническу, Павел Винник, Виктор Чутак, Мефодий Апостолов, Любовь Воинова-Шиканян, Лилия Журкина, Светлана Крючкова и друге артисты.

## Критика
Критиками фильм назван монофильмом исполнителя главной роли актёра Бориса Зайденберга, чья игра получила высокую оценку:

Кирилл Бужор — секретарь райкома. Его дела и дни составляют содержание и пафос фильма, который смело можно назвать монофильмом. В нём нет буквально ни одного эпизода без Бужора. Его усталое, симпатичное лицо появляется едва ли не в каждом кадре.— Советский экран, 1972 год

Его главный герой Кирилл Бужор, которого играет Борис Зайденберг — превосходный актёр, будто созданный для этой ответственной и многосложной роли.— Спутник кинозрителя, 1972 год

Удачный выбор актёра Б. Зайденберга на главную роль позволил передать обаяние личности первого секретаря paйкoма партии, его повседневный труд, отношение к людям.— Молдавский журнал «Кодры», 1979 год
Отмечалось, что тема и цель фильма — показать партийного руководителя:

У фильма большая заявка: предпринята попытка создать образ современного героя. Серьёзность этой цели подчёркивается ещё и тем, что Кирилл Бужор — секретарь райкома.— Советский экран, 1972 год

Пионером в исследовании современных проблем молдавского села стал фильм «Офицер запаса». Фильм утверждает взгляд на партийную работу как на истинное призвание.— молдавский джурнал «Кодры», 1979 год
Впрочем, раскрытие авторами фильма этой темы было названо недостаточным:

В центре фильма образ первого секретаря райкома партии. Итак, Кириллу Бужору даёт прочитать свои записи один из рационализаторов района агроном Барбу. В них — проект межколхозной откормочной базы. Ход этот отнюдь не только драматургический, но, скорее, идеологический — важно было показать, что новые, прогрессивные идеи созревают в гуще народа, такова здесь функция образа агронома. Именно вокруг этого его проекта сосредоточивается действие фильма. Происходит размежевание героев на консерваторов, новаторов и выжидателей. Посмотрим, думает доверчивый зритель, у кого аргументы убедительнее, и тогда решим, кто прав. Зритель, и это естественно, хочет занять позицию, понять, что это за новшество такое и что оно даст человеку. Только в отличие от зрителя авторы фильма и не собираются разбираться в существе дела. Намеченный было конфликт повисает в воздухе.— Искусство кино, 1987
Ежемесячный журнал ЦК КПСС «Политическое самообразование» дал свою оценку фильму с главным героем — секретарём райкома:

Поначалу кажется, что молдавский фильм «Офицер запаса» посвящён конкретным сельским проблемам. Однако вскоре убеждаешься, что основная цель картины — создать образ партийного работника, умного, решительного, хорошо знающего жизнь. Авторы — дебютанты большого кннематографа, но уже в первой картине они избежали примелькавшихся штампов в изображении партийных работников, подметили много интересного в жизни сегодняшней Молдавии. Тем не менее фильм этот уязвим для критики. Авторы не смогли передать внутреннего развития образов основных действующих лиц, и потому картина оставляет впечатление внешнего, поверхностного отражения жизни.— журнал «Политическое самообразование», 1972 год